# Johan Hultman (fabrikör)
Johan Mauritz Hultman, född 22 december 1840 i  Malmö Caroli församling, död 1 mars 1905 i Malmö, var en svensk handlande och fabriksidkare. Han var far till envoyén Johan Hultman och direktör Axel Hultman.
Hultman, som var son till förre löjtnanten, kustvakten Johan Peter Hultman och Gertrud Pehrsdotter, erhöll i unga år anställning hos firman Luttropp & Larsson i födelsestaden. År 1870 grundade han tillsammans med J. Thysenius en engrosaffär i kolonialvaror under firma Joh. Hultman  & Co. Efter att Hultman blivit ensam innehavare av firman förenade han 1881 med affären en karamellfabrik, vartill sedan 1884 kom en chokladfabrik, som 1891 övertogs av ett aktiebolag, Hultmans choklad- och konfektfabrik, för vilken Hultman blev chef. Affären, anlagd och driven i stor skala gick dock efter några år tillbaka och 1901 utträdde Hultman ur bolaget. Han anlade samma år en senapsfabrik, som 1902 övertogs av AB Joh. Hultman & Co och samtidigt utvidgades med konfekt- och chokladfabrik, för vilken han därefter var disponent. Hultman var under många år ledamot av stadsfullmäktige, ordförande i Malmö handelsklubb och ledamot av styrelsen för Sveriges allmänna handelsförenings filial i Malmö.